# アルマティモナス門
アルマティモナス門（-もん、Armatimonadetes）は、2011年に提唱された細菌の門である。
ヨシの根圏から発見されたArmatimonas rosea（アルマティモナス・ロセア）が、既知の細菌門とは系統的に大きく異なることから2011年7月に提唱された。難未培養細菌とされていたOP10系統に属すとみられるが、A. roseaの培養自体はそれほど難しくない。また、2011年10月にはニュージーランドの地熱により加熱された土壌よりChthonomonas calidirosea（クトノモナス・カリディロセア）が発見され、Chthonomonadetes（クトノモナス綱）が、2012年にはチョウセンニンジンの畑からFimbriimonas ginsengisoli（フィンブリイモナス・ギンセンギソリ）が発見されフィンブリイモナス綱が記載された。この3種はグラム陰性の好気性細菌で、何れも化学合成従属栄養により増殖する。